# Bilîkî, Kozeleț
Bilîkî (în ucraineană Білики) este localitatea de reședință a comunei Bilîkî din raionul Kozeleț, regiunea Cernihiv, Ucraina.

## Demografie
Componența lingvistică a localității Bilîkî
     Ucraineană (95,9%)
     Rusă (4,1%)
Conform recensământului din 2001, majoritatea populației localității Bilîkî era vorbitoare de ucraineană (95,9%), existând în minoritate și vorbitori de rusă (4,1%).